# Bolesław Bierut

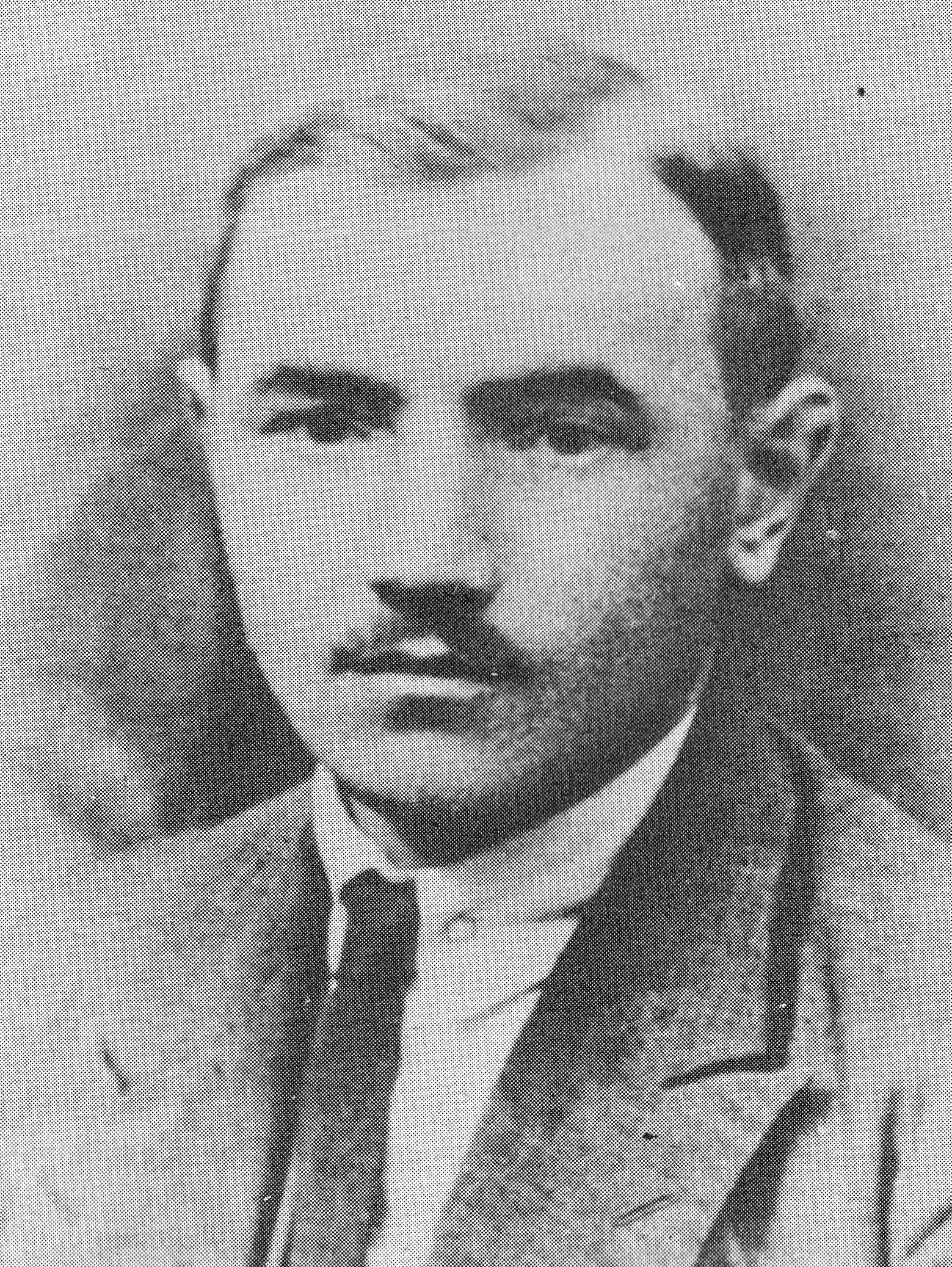
Bolesław Bierut ok. 1927

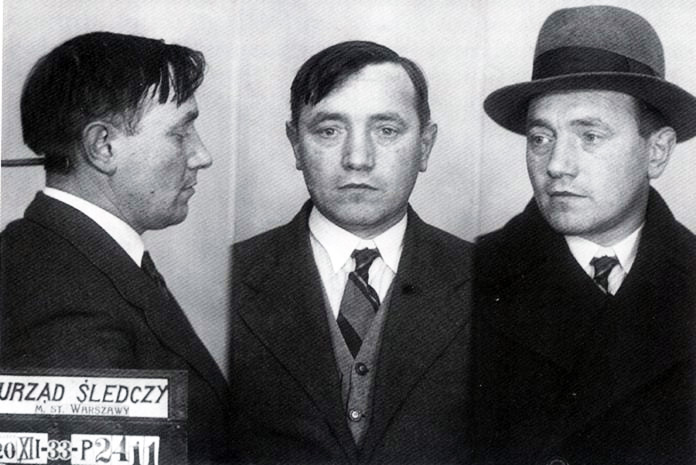
Bolesław Bierut po aresztowaniu przez Policję Państwową za działalność komunistyczną i szpiegostwo na rzecz ZSRR 20 grudnia 1933

Bolesław Bierut (ur. 18 kwietnia 1892 w Rurach Brygidkowskich, zm. 12 marca 1956 w Moskwie) – polski polityk, działacz i zbrodniarz komunistyczny, przewodniczący Krajowej Rady Narodowej (1944), prezydent KRN i zastępujący Prezydenta Rzeczypospolitej Polskiej (1944–47), prezydent Rzeczypospolitej Polskiej w latach 1947–1952 (wybrany przez Sejm po sfałszowanych wyborach parlamentarnych 1947). 
Przywódca PZPR (od 1948 jako sekretarz generalny, a od 17 marca 1954 I sekretarz KC), prezes Rady Ministrów w latach 1952–1954, poseł do KRN, na Sejm Ustawodawczy i na Sejm PRL I kadencji, członek Komisji Wojskowej Biura Politycznego KC PZPR nadzorującej Ludowe Wojsko Polskie od maja 1949, współpracownik NKWD. Współodpowiedzialny za liczne zbrodnie systemu komunistycznego.

## Młodość
Pochodził z chłopskiej rodziny spod Tarnobrzega. Urodził się w Rurach Brygidkowskich nieopodal Lublina jako najmłodsze dziecko Wojciecha Bieruta (zm. 26 lutego 1921) i Marianny Salomei z domu Wolskiej (zm. 5 grudnia 1921).
W 1899 lub 1900 rozpoczął naukę w 5-klasowej powszechnej szkole katedralnej w Lublinie, będącej pod kuratelą miejscowej parafii rzymskokatolickiej. Szkoła kładła nacisk na wychowanie religijne i patriotyczne uczniów. W tym czasie był prawdopodobnie blisko związany z Kościołem, a jego rodzice zamierzali posłać go do seminarium duchownego. Na początku 1905 za udział w strajku przeciwko obowiązkowemu używaniu języka rosyjskiego na lekcjach, będąc uczniem ostatniej klasy, został usunięty ze szkoły. Dalszą wiedzę zdobywał jako samouk. Od 1906 był pomocnikiem murarza w Lublinie, następnie od 1912 pracował jako zecer i metrampaż w drukarni Raczkowskiego i B. Drue. Pod wpływem Jana Hempla zapisał się do Szkoły Wieczorowej im. A. i J. Vetterów i tam uzyskał wykształcenie handlowe.

## Działalność polityczna w II Rzeczypospolitej
Od 1910 należał do kółka robotniczego prowadzonego przez Jana Hempla, który wywarł istotny wpływ na jego poglądy – m.in. pod jego wpływem Bierut zerwał z religią. W 1912 wstąpił do Polskiej Partii Socjalistycznej – Lewicy. Działał również w sekcji odczytowej Lubelskiego Towarzystwa Społeczno-Oświatowego „Przyszłość”. Od końca 1912 do 1914 był pomocnikiem geometry w Lublinie, przejściowo w 1913 pracując w drukarni w Warszawie jako zecer. Po wybuchu I wojny światowej powrócił do Lublina. Po rozpoczęciu okupacji austro-węgierskiej, uchylając się od służby wojskowej, ukrywał się pod nazwiskiem „Jerzy Bolesław Bielak”. Od 1915 pracował w sklepie Lubelskiej Spółdzielni Spożywców (LSS) założonej w 1913 m.in. przez Jana Hempla, Witolda Giełżyńskiego, Wandę Papiewską, Oktawiana Zagrobskiego oraz Pawła Jankowskiego. W 1916 został kierownikiem handlowym spółdzielni, zaś od kwietnia 1917 był członkiem zarządu Lubelskiej Spółdzielni Spożywców.
W 1917 z ramienia PPS-Lewicy był członkiem zjednoczonego Komitetu Wyborczego (wspólnie z Polską Partią Socjalistyczną) do Rady Miejskiej. Zmuszony do ukrywania się wyjechał w połowie 1918 do Warszawy. W listopadzie 1918 kierował Lubelską Spółdzielnią Spożywców. Z ramienia spółdzielni wchodził w skład Rady Delegatów Robotniczych w Lublinie. Od 1918 kontynuował naukę na kursach spółdzielczych przy Wyższej Szkole Handlowej w Warszawie.
Od grudnia 1918, po zjednoczeniu PPS – Lewicy z Socjaldemokracją Królestwa Polskiego i Litwy, należał do Komunistycznej Partii Robotniczej Polski, lecz nie kontynuował działalności.
W 1918 i 1919, razem z Janem Hemplem, był jednym z organizatorów lewicowego Związku Robotniczych Stowarzyszeń Spółdzielczych. Należał do tzw. grupy „niezależnych spółdzielców” w robotniczym ruchu spółdzielczym. W tym czasie przejściowo wraz z Janem Hemplem wstąpił do PPS. Na I Zjeździe ZRSS, w maju 1920, przewodniczącym związku wybrano posła PPS Aleksandra Napiórkowskiego, zaś Bierut wraz z Hemplem, Stanisławem Tołwińskim, Aleksandrem Ostrowskim i Stanisławem Torem weszli do Komitetu Wykonawczego ZRSS. W 1921 należał do założycieli Warszawskiej Spółdzielni Mieszkaniowej.

### Komunistyczna Partia Polski
W 1921 ponownie wstąpił do KPRP. W tym samym roku został zawieszony w prawach członka Komitetu Wykonawczego ZRSS. W czerwcu 1922 ponownie został członkiem Rady Nadzorczej ZRSS, którą kierował Jan Kwapiński. Od sierpnia 1923 pracował w Robotniczej Spółdzielni Spożywców w Zagłębiu Dąbrowskim. Jednocześnie jako „Tomasz Biały” był członkiem egzekutywy Komitetu Okręgowego KPRP w Zagłębiu Dąbrowskim. Od 14 do 23 października 1923 był aresztowany i oddany pod nadzór Policji Państwowej. Ponownie aresztowany 15 listopada do 14 grudnia 1923 i zwolniony z powodu braku dowodów. Ponownie aresztowany 9 stycznia 1924. Zwolniony za kaucją 24 stycznia i uniewinniony przez Sąd Okręgowy 30 maja 1924.
Zagrożony ponownym aresztowaniem w październiku 1924 wyjechał ponownie do Warszawy i został etatowym funkcjonariuszem KPP (funkiem). Od maja 1925 do maja 1926 przebywał w Moskwie na kursach partyjnych, pod pseudonimem Jan Iwaniuk. W Moskwie odbył szkolenie w zakresie zasad konspiracji, pracy wywiadowczej i sabotażowej, poznał także ścisłe kierownictwo KPP. Początkowo w KPP nie wykazywał się szczególną aktywnością, po kilku latach jednak – w 1927 – został kierownikiem Centralnej Techniki KPP (drukarnie). W listopadzie 1927 jako „Wagner”, ponownie znalazł się w Moskwie, gdzie uczył się w Międzynarodowej Szkole Leninowskiej, kierowanej przez Komintern. W latach 30. XX w. był aktywnym działaczem Kominternu na specjalnych misjach w Austrii, Czechosłowacji, a następnie (od 1931), jako „Mikołaj”, w Bułgarii – skąd musiał uciekać przed aresztowaniem do Moskwy. W 1932 wrócił do Polski. Od października 1932 do stycznia 1933 sprawował funkcję sekretarza komitetu KPP w Łodzi, następnie przeszedł do wydziału wojskowego KC KPP (działającego na rzecz Razwiedupru (wywiadu wojskowego ZSRR)), współpracując z wywiadem sowieckim (co było głównym powodem aresztowania w 1933). Od stycznia do grudnia 1933 był członkiem sekretariatu KC Międzynarodowej Organizacji Pomocy Rewolucjonistom.
11 grudnia 1933 został aresztowany i wyrokiem z 18 grudnia 1933 (potwierdzonym w lutym 1935 przez Sąd Apelacyjny) skazany na 7 lat więzienia. Więziony był w Warszawie, Mysłowicach, a następnie od 1936 do 1938 w Rawiczu (dzięki czemu udało mu się szczęśliwie dla niego uniknąć terroru „wielkiej czystki”, który dotknął działaczy KPP, przebywających ówcześnie w ZSRR, lub wezwanych tam z zagranicy przez Komintern). W 1936, w czasie pobytu w więzieniu, weryfikacyjna komisja partyjna KC KPP usunęła go z partii, za „zachowanie niegodne komunisty” – które wykazał podczas śledztwa i rozprawy sądowej przeciwko niemu. Podczas odbywania kary przez Bieruta, KPP została w sierpniu 1938 rozwiązana, a większość przywódców wymordowana w ZSRR przez NKWD. W 1938 ogłoszono w Polsce amnestię, 20 grudnia Bierut skorzystał z niej, opuszczając więzienie. Do czasu agresji Niemiec na Polskę pracował w Warszawie jako księgowy w „Społem”.

## Okres II wojny światowej
Po wybuchu II wojny światowej udał się do Lublina. Powrócił do Warszawy po kapitulacji. W październiku 1939 zbiegł na tereny okupowane przez Armię Czerwoną do Białegostoku. Przebywał potem na obszarze okupacji sowieckiej. Przyjął obywatelstwo radzieckie. Od października 1939 pracował w Kowlu, a następnie na budowie zorganizowanej przez Ludowy Komisariat Komunikacji ZSRR (listopad 1939 – czerwiec 1940). Po ataku Niemiec na ZSRR, od lata 1941 przebywał w Mińsku, jako kierownik Wydziału Żywnościowego w urzędzie miasta (wtedy pod niemiecką administracją), pozostając jednocześnie agentem wywiadu sowieckiego.
Władysław Gomułka w swoich pamiętnikach podaje, że Bierut, przebywając w czasie wojny w Mińsku, współpracował z Gestapo; współpraca ta nie była jednak kolaboracją z niemieckimi władzami okupacyjnymi, lecz działaniem agenturalnym, prowadzonym na zlecenie radzieckiego wywiadu.

„Chyba pod koniec 1956 r. lub w początkach 1957 r. drogą pocztową otrzymałem list ze Związku Radzieckiego adresowany do KC PZPR na moje nazwisko, napisany ręcznie w języku rosyjskim, doręczony mi normalnie przez kancelarię sekretariatu KC PZPR. Nie pamiętam nazwiska autora listu, lecz z jego treści wynikało, że pracował on w radzieckich organach bezpieczeństwa i w czasie wojny zamieszkiwał w Mińsku. Na obustronnie zapisanych czterech stroniczkach listu autor wyrażał swój pozytywny stosunek do przeobrażeń, jakie zaszły w Polsce w wyniku październikowego plenum KC PZPR. W tym kontekście autor informował mnie, jako ówczesnego I sekretarza KC partii, że jest mu wiadomo, iż dawny mój poprzednik na tym stanowisku Bolesław Bierut, przebywając w czasie wojny w Mińsku, współpracował tam z Niemcami, to jest był agentem hitlerowskim. Dla wielu ludzi w Mińsku nie było to tajemnicą. Jego współpraca z Niemcami miała być szeroko znana mieszkańcom tego miasta. Wiadomość ta poruszyła mnie do głębi. Trudno mi było uwierzyć w prawdziwość tej informacji. Jednocześnie uważałem, że przytoczone w liście zarzuty należy w jakiś sposób zbadać, stwierdzić, co w nich jest prawdą, a co fałszem, a jednocześnie utrzymać całą sprawę w głębokiej tajemnicy, nie dopuścić do przeniknięcia tej wiadomości na zewnątrz, gdzie mogła się przesączyć nawet do centralnego aktywu partyjnego. Uznałem przeto za wskazane nie zawiadamiać nawet wszystkich członków Biura Politycznego o otrzymaniu tego listu. Sprzyjała temu ta okoliczność, że kancelaria sekretariatu doręczyła mi ten list bez otwierania koperty (...). Nowe informacje o Bierucie otrzymałem w lutym 1972 r. od Jana Ptasińskiego, pełniącego przedtem funkcję ambasadora Polski w Moskwie, Naświetlają one działalność Bieruta w okresie jego przebywania w Mińsku zgodnie z koncepcją skonstruowaną przez władze radzieckie, mając na celu zdezawuowanie zarzutów przeciwko Bierutowi zawartych w nadesłanym mi przed czternastu laty liście, którego treść po grudniu 1970 r. stała się znana wielu pracownikom aparatu centralnego partii. Według informacji rozmówcy Ptasińskiego, Bierut pracował w owym czasie w zarządzie miasta Mińska i w oczach jego mieszkańców rzeczywiście uchodził za osobnika współpracującego z okupantem, wysługującego się Niemcom. Faktycznie jednak jego współpraca z Niemcami nosiła charakter agenturalny, działał on bowiem z ramienia i zgodnie z poleceniami wywiadu radzieckiego”.

### Krajowa Rada Narodowa

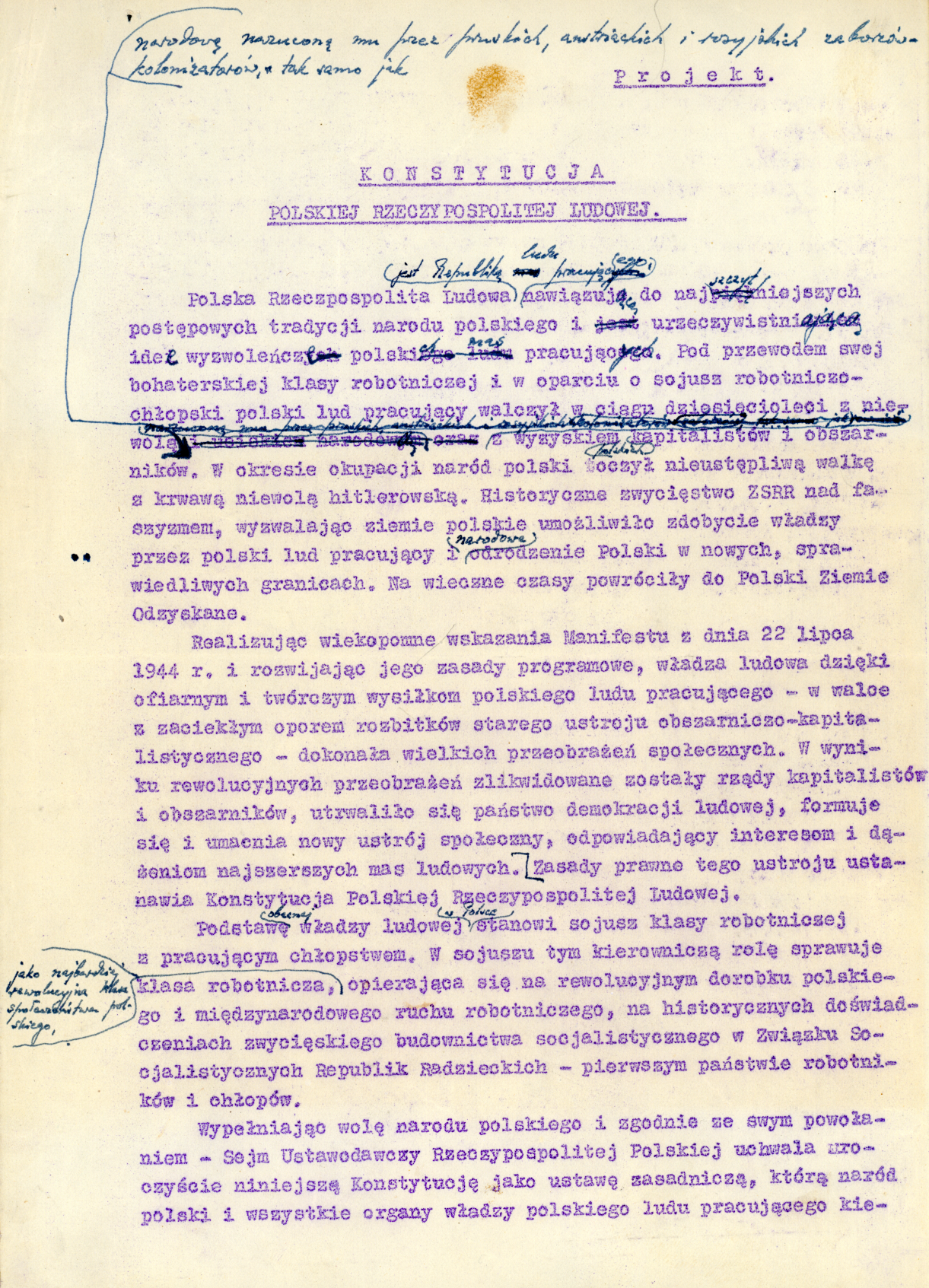
Projekt konstytucji PRL z adnotacjami naniesionymi przez Bieruta

W lipcu 1943 dostał zadanie operacyjne i został przerzucony z Mińska do Polski, gdzie wszedł w skład KC Polskiej Partii Robotniczej pod nazwiskiem „Bolesław Birkowski”. Od stycznia 1944 przewodniczący Krajowej Rady Narodowej (władza utworzona przez komunistów w czasie II wojny światowej). Po objęciu przywództwa KRN zarysował się wyraźny konflikt Bieruta z ówczesnym szefem PPR Władysławem Gomułką, który dążył do stopniowego, administracyjnego wprowadzenia ustroju komunistycznego (m.in. włączenia w struktury polityczne przedstawicieli Centralnego Komitetu Ludowego) oraz następującego po tym, stopniowego „wyeliminowania reakcji” – podczas gdy Bierut chciał zbudować komunizm w Polsce, stosując gwałtowną i brutalną sowietyzację Polski przy użyciu NKWD i Armii Czerwonej. Na tle tego konfliktu Bierut wysłał 10 czerwca 1944 donos do szefa Kominternu, Georgija Dymitrowa, w którym oskarżył kierownictwo PPR (zwłaszcza Gomułkę oraz wspierających go Władysława Kowalskiego i Ignacego Logę-Sowińskiego) o „grupowe metody pracy (tzw. frakcyjność), bezpryncypialność, dokonywanie nieustannych zygzaków od sekciarstwa do skrajnego oportunizmu i z powrotem”, żądając jednocześnie „przysłania pełnomocnika celem zrobienia porządku w KC PPR” – w efekcie Józef Stalin znacznie pogłębił kontrolę nad skłóconym kierownictwem PPR. Od sierpnia 1944 był członkiem tajnego Biura Politycznego Komitetu Centralnego PPR. Wchodząc do tajnego Politbiura PPR, na polecenie Józefa Stalina występował do 1948 publicznie (jako przewodniczący, później prezydent KRN i prezydent RP) jako osoba bezpartyjna.
5 sierpnia 1944 został wezwany przez Józefa Stalina do Moskwy, gdzie uczestniczył w rozmowach z premierem Rządu RP na uchodźstwie Stanisławem Mikołajczykiem. Zapewniał wówczas, iż nic nie wie o wybuchu powstania warszawskiego, co miało utrudnić Mikołajczykowi wykorzystanie faktu zrywu powstańczego jako argumentu w rozmowach o utworzeniu tzw. „rządu tymczasowego” z udziałem sił niekomunistycznych. Negocjacje nie zakończyły się sukcesem dla Mikołajczyka, gdyż komuniści postawili warunki niemożliwe do spełnienia dla premiera RP. Bierut, jako przedstawiciel Polskiego Komitetu Wyzwolenia Narodowego, ponownie negocjował w Moskwie z Mikołajczykiem w dniach 12–22 października 1944. Również i tym razem nie doszło do porozumienia. Rząd RP na uchodźstwie nie mógł zaakceptować warunków postawionych przez komunistów jako sprzecznych z polską racją stanu (m.in. przyjęcie Linii Curzona jako wschodniej granicy Polski). Bierut jednoznacznie zadeklarował rezygnację z polskich terenów wschodnich, m.in. zapewniając Stalina 12 października 1944, iż: Jesteśmy tu, by w imieniu Polski żądać, by Lwów należał do Rosji.
Od 28 września do 3 października 1944 przebywała w Moskwie delegacja PKWN w składzie: Bolesław Bierut, Edward Osóbka-Morawski, Michał Rola-Żymierski, Andrzej Witos i Wincenty Rzymowski. W nocy z 29 na 30 września podczas kolacji w rezydencji Stalina, w której uczestniczyli trzej pierwsi, a ze strony sowieckiej Stalin, Ławrientij Beria, Wiaczesław Mołotow i Anastas Mikojan, Stalin w brutalnej formie zakomunikował Bierutowi swą decyzję o radykalizacji kursu politycznego na administrowanym przez PKWN terytorium Polski. PPR miała zaostrzyć stanowisko wobec Armii Krajowej i „obozu londyńskiego”, zintensyfikować represje wobec „reakcyjnego podziemia”, w szczególności zaś dokonać natychmiastowego wysiedlenia rodzin ziemiańskich z ich posiadłości i domów, wbrew postanowieniom dekretu PKWN z 6 września 1944 o reformie rolnej. Po powrocie delegacji do Lublina nastąpiło zaostrzenie represji aparatu bezpieczeństwa kierowanego przez PPR, wobec polskiego społeczeństwa i istniejących organizacji podziemia. 9 października 1944 szesnastoosobowe plenum KC PPR w Lublinie wysłuchało ocen i żądań Stalina, przedstawionych przez Bieruta i zaaprobowało decyzje BP PPR. W konsekwencji tego samego dnia usunięty został z PKWN jego wiceprzewodniczący i kierownik resortu rolnictwa i reform rolnych Andrzej Witos (kierownictwo resortu przejął Osóbka-Morawski), później (20 listopada) kierownik resortu administracji publicznej Stanisław Kotek-Agroszewski. Obaj zostali następnie usunięci przez PPR również z władz Stronnictwa Ludowego „Woli Ludu”. Od lawirowania – w nadziei zapewne, że sam bieg wydarzeń przyniesie umocnienie jej władzy – PPR przechodziła nagle i gwałtownie do otwartego terroru. Prawnym instrumentem terroru stał się wydany przez PKWN 30 października 1944 Dekret o ochronie Państwa, wprowadzający karę śmierci w 11 punktach, przy niemal pełnej dowolności interpretacyjnej czynów karalnych i wprowadzony z mocą wsteczną od 15 sierpnia 1944.
Po zajęciu ruin lewobrzeżnej Warszawy przez Armię Czerwoną i 1 Armię Wojska Polskiego (17–18 stycznia 1945), 19 stycznia w stolicy Polski przyjął w imieniu KRN defiladę 2 Dywizji Piechoty Ludowego Wojska Polskiego. Stalin po powrocie z trwającej 4–11 lutego 1945 konferencji jałtańskiej (faktycznie decydującej o wejściu Polski do strefy wpływów ZSRR i tym samym utracie suwerenności państwowej) wezwał Bieruta do Moskwy. Stalin poinformował Bieruta o ustaleniach jałtańskich, zalecając mu propagowanie umów tej konferencji w kraju jako podstaw „nowej Polski” – co przez większość społeczeństwa zostało uznane za zdradę interesów polskich.
Od 19 do 26 kwietnia 1945 ponownie przebywał w Moskwie na czele delegacji polskiej, gdzie w jego obecności Józef Stalin i Edward Osóbka-Morawski podpisali „układ o przyjaźni, wzajemnej pomocy i powojennej współpracy polsko-sowieckiej” (w tym czasie NKWD przetrzymywało w więzieniach 16 przywódców Polskiego Państwa Podziemnego aresztowanych pod koniec marca 1945, o czym, jak oficjalnie podawano, komunistyczne władze polskie nie wiedziały).
28 czerwca 1945 powołał Tymczasowy Rząd Jedności Narodowej, w którym dominującą rolę odgrywali przedstawiciele PPR i jego ugrupowań satelitarnych. Po I Zjeździe PPR, w grudniu 1945, wszedł w skład oficjalnie już istniejącego Biura Politycznego PPR jako jego członek tajny (oficjalnie przedstawiano go jako bezpartyjnego szefa KRN), gdzie reprezentował tendencję skrajnie pro-moskiewską. 17 stycznia 1946, w pierwszą rocznicę wyzwolenia Warszawy, odznaczony został Medalem za Warszawę 1939–1945.
Uchwałą KRN z 3 stycznia 1945 został odznaczony Orderem Krzyża Grunwaldu I klasy. 18 kwietnia 1952 został odznaczony Orderem Budowniczych Polski Ludowej.

## Polska Ludowa

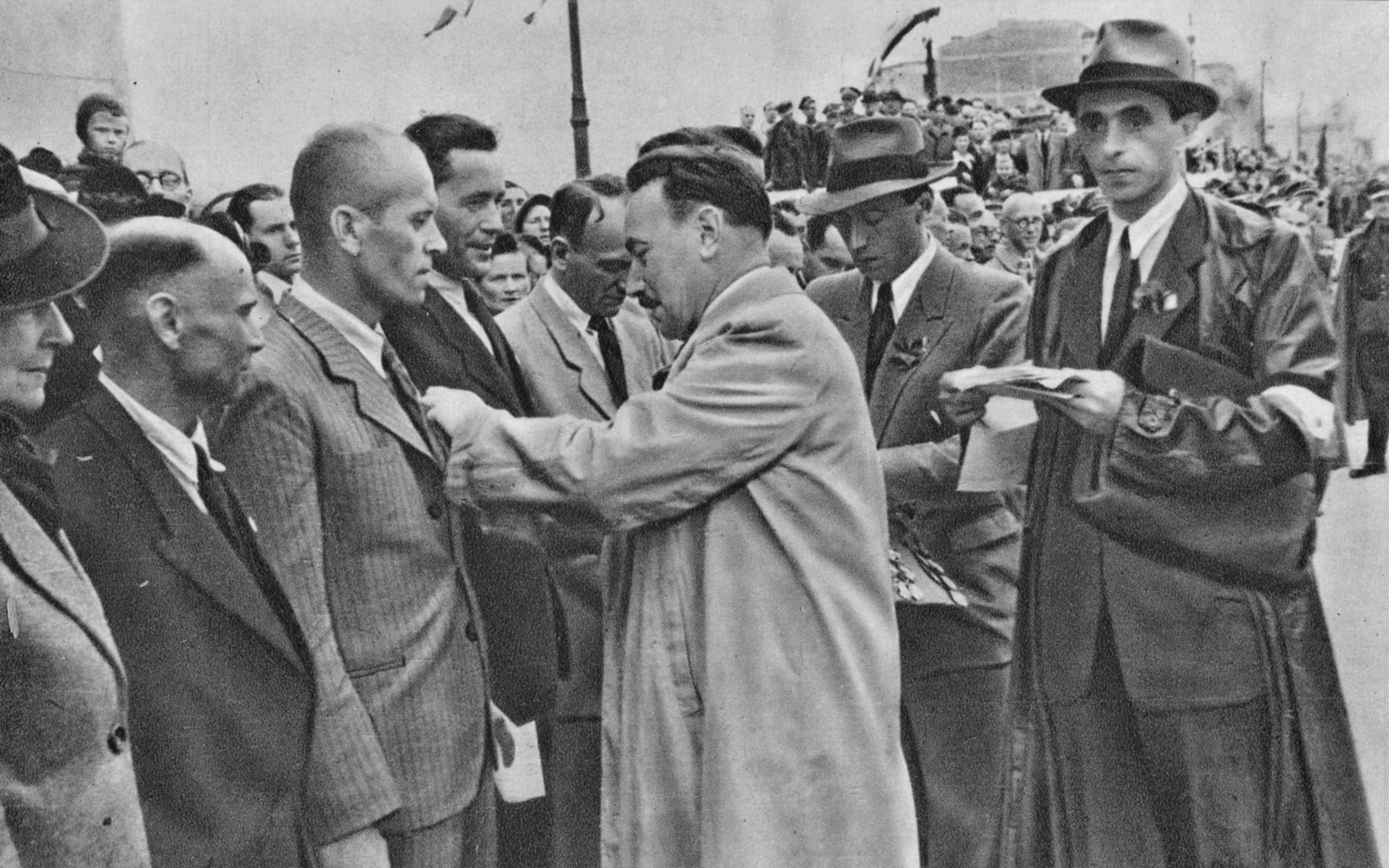
Bolesław Bierut dekorujący przodowników pracy na odbudowanym moście Poniatowskiego w Warszawie (1946)

Od 1945 Bolesław Bierut mieszkał i urzędował w Belwederze, gdzie na potrzeby propagandowe fotografował się z dziećmi, młodzieżą i kobietami. Częściej jednak przebywał w willi przy ul. Klonowej w Warszawie oraz ośrodkach wypoczynkowych rządu w pałacu natolińskim, w Konstancinie, Sopocie, Juracie, Międzywodziu, Krynicy, Łańsku lub Karpaczu. Lubił polowania, co wówczas było powszechną praktyką wśród komunistycznych dygnitarzy.
Stale towarzyszyła mu liczna obstawa, w większości radziecka, dowodzona przez sowieckiego płk. Faustyna Grzybowskiego (od 1944 szefa Wojewódzkiego Urzędu Bezpieczeństwa Publicznego w Białymstoku i Wrocławiu), która zapobiegła trzem próbom zamachów na jego życie (w 1951, 1952 i 1953), zabijając na miejscu zamachowców.

### Prezydent RP (1947–1952)

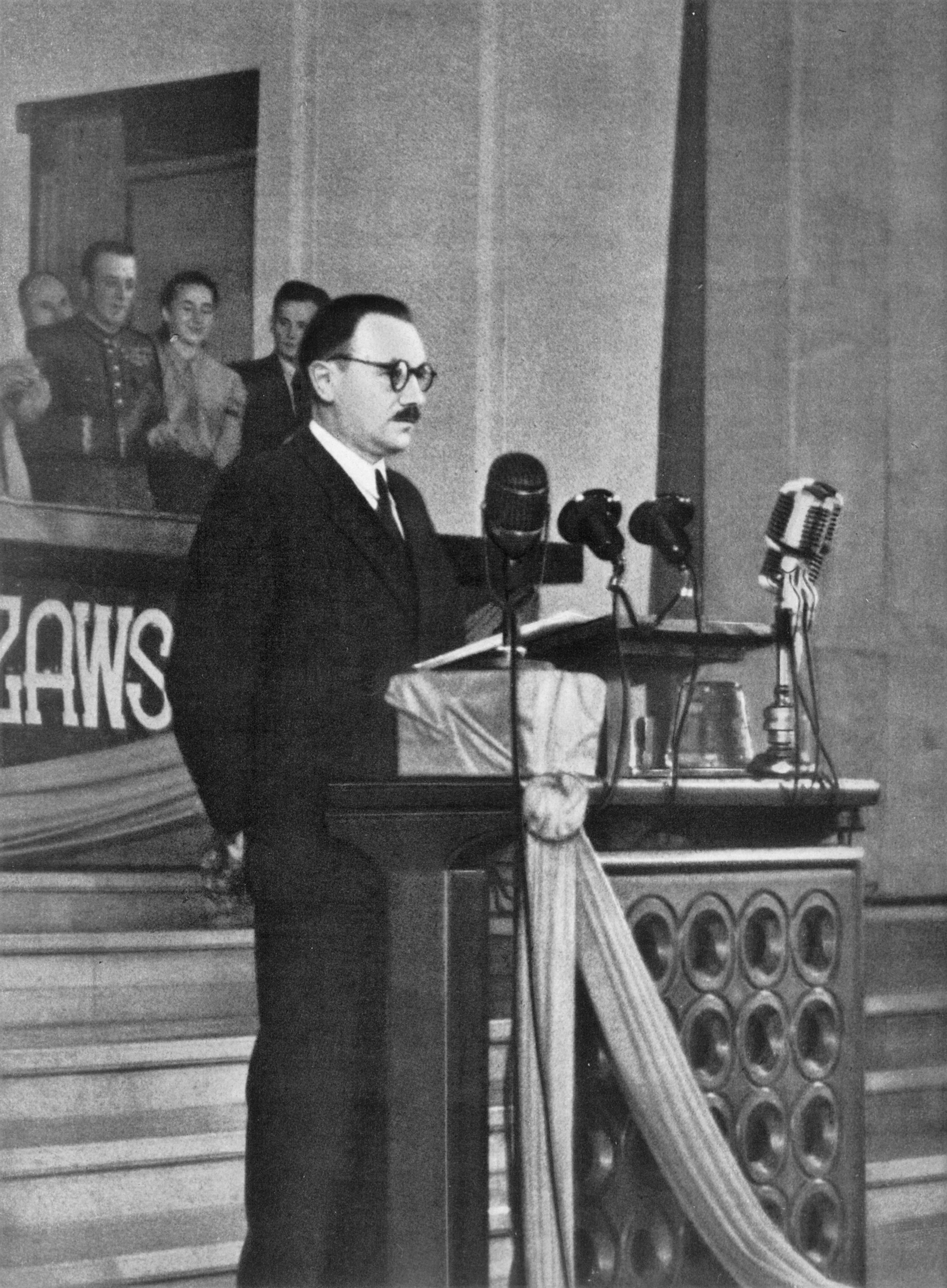
Prezydent RP Bolesław Bierut, 3 lipca 1949

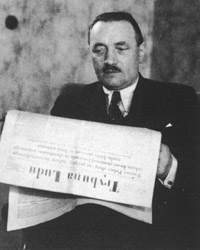
Prezydent RP Bolesław Bierut czytający organ prasowy PZPR „Trybuna Ludu”

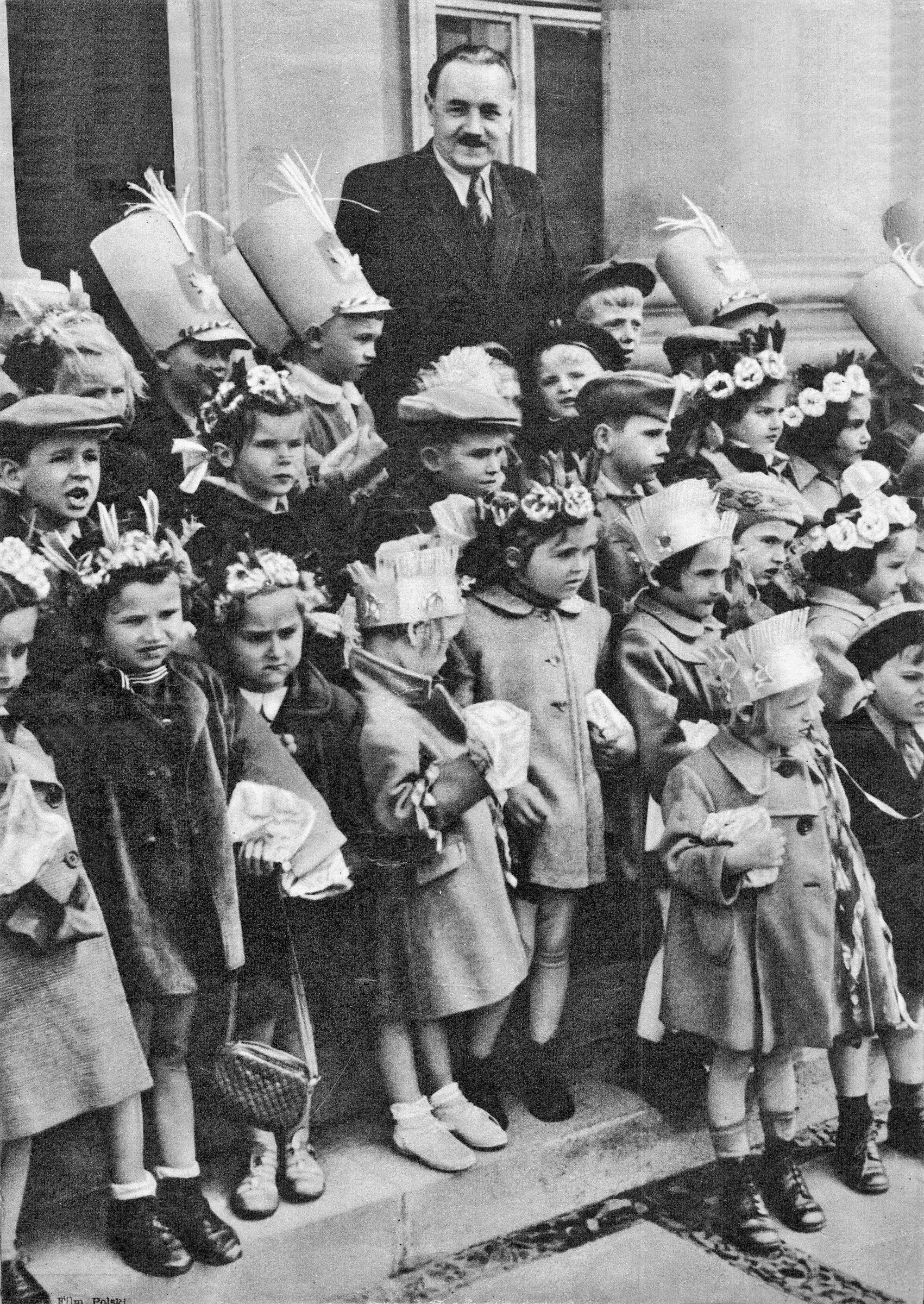
59. urodziny Bieruta w 1951

Po objęciu mandatu poselskiego na Sejm Ustawodawczy 5 lutego 1947 został wybrany przez Sejm Ustawodawczy (ukonstytuowany w wyniku sfałszowanych wyborów) na prezydenta Rzeczypospolitej Polskiej, którym był – na mocy art. 2 Ustawy Konstytucyjnej z dn. 22 lipca 1952 – Przepisy wprowadzające Konstytucję Polskiej Rzeczypospolitej Ludowej – do czasu wyboru Rady Państwa przez nowo obrany Sejm Polskiej Rzeczypospolitej Ludowej, tj. do 20 listopada 1952.
Jako prezydent zakończył w 1947 swoją przysięgę słowami: Tak mi dopomóż Bóg. Uchwalona 22 lipca 1952 Konstytucja Polskiej Rzeczypospolitej Ludowej nie przewidywała stanowiska prezydenta państwa.
Latem 1948 w kierownictwie PPR zaistniał kolejny konflikt – Władysław Gomułka niechętnie odnosił się do planów kolektywizacji i sankcji przeciwko Komunistycznej Partii Jugosławii (po tym jak Przewodniczący Ministrów, Marszałek Jugosławii Josip Broz „Tito” zerwał w 1948 związki ze Związkiem Radzieckim, wypowiadając posłuszeństwo Stalinowi), natomiast Bierut popierał tendencje skrajnie stalinowskie. Podczas wizyty na Kremlu w Moskwie 15 sierpnia 1948 Stalin udzielił Bierutowi zgody na usunięcie Gomułki z życia politycznego. Na plenum KC PPR 31 sierpnia Bierut doprowadził do ustąpienia Gomułki, ostro atakując go w głównym przemówieniu i oskarżając o tzw. odchylenie prawicowo-nacjonalistyczne. Po połączeniu z „lubelską” PPS, co nastąpiło formalnie na Kongresie Zjednoczeniowym 15–21 grudnia 1948, gdy powstała Polska Zjednoczona Partia Robotnicza (PZPR), Bierut został 22 grudnia 1948 Sekretarzem Generalnym PZPR.
Na stanowisku tym kierował czystką w aparacie partyjnym PZPR (zwłaszcza osób powiązanych lub sympatyzujących z Gomułką), doprowadzając do zdominowania partii przez skrzydło ściśle stalinowskie. Zwiększył również liczbę radzieckich doradców wojskowych w Wojsku Polskim i Milicji Obywatelskiej, jednocześnie powołując 6 listopada 1949 marszałka Związku Radzieckiego Konstantego Rokossowskiego na stanowisko ministra obrony narodowej i marszałka Polski. 2 sierpnia 1951 doprowadził do aresztowania Władysława Gomułki, do procesu jednak nie doszło na skutek śmierci Stalina w 1953 (Gomułka został zwolniony w 1954). 22 lipca 1952 uchwalono Konstytucję Polskiej Rzeczypospolitej Ludowej, opracowaną przez specjalną komisję pod przewodnictwem Bieruta (na bieżąco wprowadzającą poprawki Stalina do tekstu ustawy, zgodnie z wzorcową konstytucją stalinowską z grudnia 1936), legalizującą komunistyczne prawodawstwo i sposób sprawowania władzy (m.in. poprzez likwidację podstawowej dla państw demokratycznych zasady trójpodziału władzy). W czasie prac nad konstytucją, Bierut wraz z Bermanem zaproponowali również zmianę hymnu narodowego (aktualizację) i godła Polski, na co jednak Stalin nie wyraził zgody. W listopadzie 1949 został przewodniczącym Ogólnokrajowego Komitetu Obchodu 70-lecia urodzin Józefa Stalina.

### Prezes Rady Ministrów (1952–1954)
Od 20 listopada 1952 do 18 marca 1954 Bolesław Bierut był prezesem Rady Ministrów (faktycznie kierował Radą Ministrów nieformalnie od 1950). Sprawując władzę, Bolesław Bierut był realizatorem interesów ZSRR wobec Polski i kierował procesem sowietyzacji. Był współodpowiedzialny za liczne zbrodnie systemu komunistycznego w Polsce (w tym ówczesnego Ministerstwa Bezpieczeństwa Publicznego powołanego do czynnego i bezwzględnego zwalczania terrorem i represjami przeciwników politycznych komunistów i Ministerstwa Obrony Narodowej, którego Główny Zarząd Informacji zwalczał wszelką nieprawomyślność wśród żołnierzy) oraz bezpośrednio odpowiedzialny (jako przewodniczący Komisji Bezpieczeństwa KC PZPR – od 1949, aż do śmierci w 1956) za terror i prześladowania polskich działaczy niepodległościowych, osobiście nadzorując śledztwa przeciwko żołnierzom Armii Krajowej i Wojska Polskiego, a także proponując i zatwierdzając wyroki – według niepełnych danych w czasie jego rządów stracono 2500 osób. Ofiarami Urzędu Bezpieczeństwa stali się członkowie Armii Krajowej i ludzie związani z polskim rządem w Londynie. Komunistyczna propaganda nazywała ich „podziemiem reakcyjnym” lub „zaplutym karłem reakcji”.

## Bilans rządów
Bilans rządów Bolesława Bieruta (jako odpowiedzialnego za stosowanie i utrzymywanie systemu zorganizowanej przemocy w celu sterroryzowania społeczeństwa) to także ok. 100 tys. ofiar różnorakich represji – według oficjalnych danych (wówczas utajnionych) w połowie 1952 w więzieniach znajdowało się 49,5 tys. więźniów politycznych (oraz dodatkowo 2,5 tys. w osobnym więzieniu dla młodocianych „przestępców politycznych”), a w okresie 1949–1952 do obozów pracy przymusowej wysłano 46,7 tys. osób (ogółem do 1954 skazano na karę obozu pracy ok. 84,2 tys. osób). Ogółem, według szacunków Instytutu Pamięci Narodowej z 2007, w latach 1944–1956 w aresztach i więzieniach znalazło się z powodów politycznych ok. 350–400 tysięcy osób (wliczając w to ok. 100 tys. ofiar prześladowań za rządów Bieruta w okresie 1949–1956). W okresie 1948–1956 liczba robotników skazanych na kary porządkowe za nieprzestrzeganie ustawy o „socjalistycznej dyscyplinie pracy” wyniosła ok. 1 miliona. W okresie 1948–1955 każdego roku orzekano karę grzywny za niewywiązywanie się z przymusowych dostaw obowiązkowych w stosunku do 1,5 miliona chłopów. Represjom podlegali także duchowni – pod koniec 1951 w aresztach znajdowało się ok. 900 księży, a lista potencjalnych „wrogów ustroju” (tzw. „rejestr elementu przestępczego i podejrzanego”), prowadzona przez MBP, sięgnęła 1 stycznia 1953 ok. 5,2 miliona ludzi, i ponad 6 milionów w 1954.
W związku z procesem szesnastu w 1945, nie podjął również żadnych działań zmierzających do ostrzeżenia ówczesnych przywódców Polskiego Państwa Podziemnego przed mającymi nastąpić porwaniem, uwięzieniem i skazaniem przez NKWD – o czym został poinformowany wcześniej przez Zastępcę Komisarza Ludowego Spraw Wewnętrznych, Iwana Sierowa. Naciskał jedynie na opóźnienie aresztowania w celu podjęcia próby przeciągnięcia części działaczy niepodległościowych na stronę komunistów. Był bezpośrednio odpowiedzialny za bezprawne pozbawienie wolności i dalsze przetrzymywanie z całkowitym, a następnie częściowym ograniczeniem swobód Stefana Wyszyńskiego, wydając polecenie jego uwięzienia, na co wcześniej uzyskał zgodę Moskwy. Za ten czyn obłożony został ekskomuniką kościelną 30 września 1953 przez Świętą Kongregację Konsystorialną.
W czasie swoich rządów zdecydowanie opowiadał się za pogłębieniem represji za błahe przewinienia, wydając walkę tzw. propagandzie szeptanej (m.in. opowiadanie dowcipów politycznych, krytyczne wypowiadanie się o systemie ustrojowym lub przywódcach komunistycznych). Odpowiedzialność karna za takie „przestępstwa” (tzw. przestępstwo szeptanej propagandy) zagrożona była karą do 5 lat więzienia (art. 22 małego kodeksu karnego z 1946) lub do 10 lat więzienia (art. 29 m.k.k. z 1946) – obowiązując do 1969. Od 1946 do chwili śmierci Bieruta w 1956 za tzw. propagandę szeptaną skazano na kary kilkuletniego więzienia tysiące ludzi (tylko w lutym 1950 za „wrogą propagandę szeptaną” skazano 4500 ludzi, z czego 58% stanowili chłopi i robotnicy).
Bierut był również odpowiedzialny za sfałszowanie wyników głosowania ludowego w 1946, 22 czerwca tego roku wziął udział w naradzie wraz z Władysławem Gomułką i doradcą radzieckim przy MBP płk. Siemionem Dawydowem, na której omówił techniczne szczegóły fałszowania wyników referendum.
Był inicjatorem i nadzorował sfałszowanie wyborów do Sejmu Ustawodawczego 19 stycznia 1947. Badający tę sprawę historycy IPN ustalili, iż: W celu zachowania pełnej konspiracji B. Bierut wraz z kierownictwem PPR zarządził jednocześnie podjęcie dodatkowych kroków, a mianowicie zamianę urn wyborczych w niektórych obwodach, podrzucanie do urn kart do głosowania, a w niektórych komisjach, gdzie nie było mężów zaufania z partii Mikołajczyka, przygotowanie dwóch egzemplarzy protokołów; w jednym z nich miało nie być danych liczbowych. Protokół bez liczb miała następnie otrzymać trójka z PPR w celu wpisania odpowiednich danych. 24 lutego 1949 stanął na czele Komisji Biura Politycznego KC PZPR ds. Bezpieczeństwa Publicznego, nadzorującej aparat represji stalinowskich w Polsce.

## Śmierć, jej przyczyny i okoliczności

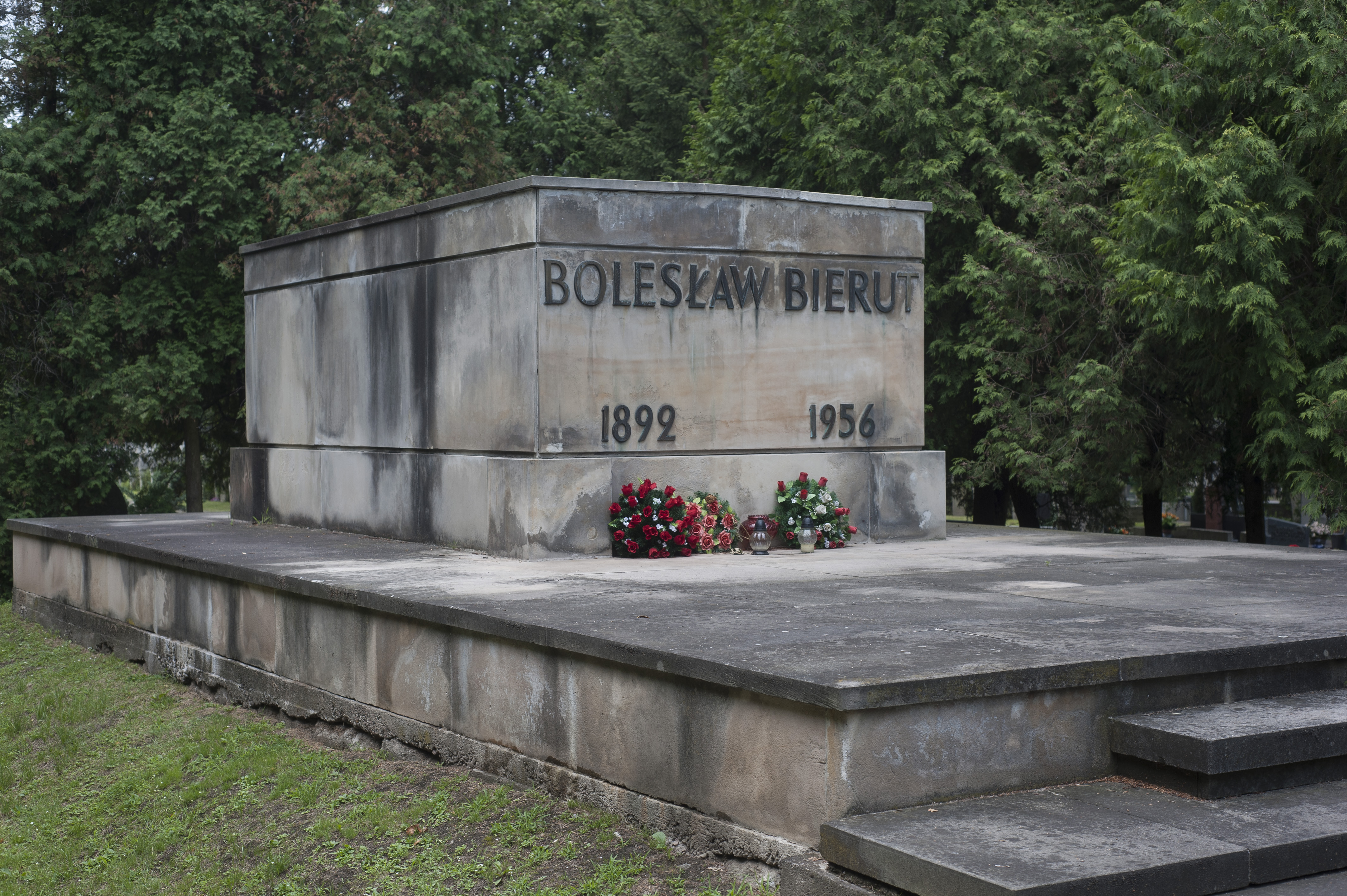
Grób Bolesława Bieruta na Cmentarzu Wojskowym na Powązkach w Warszawie

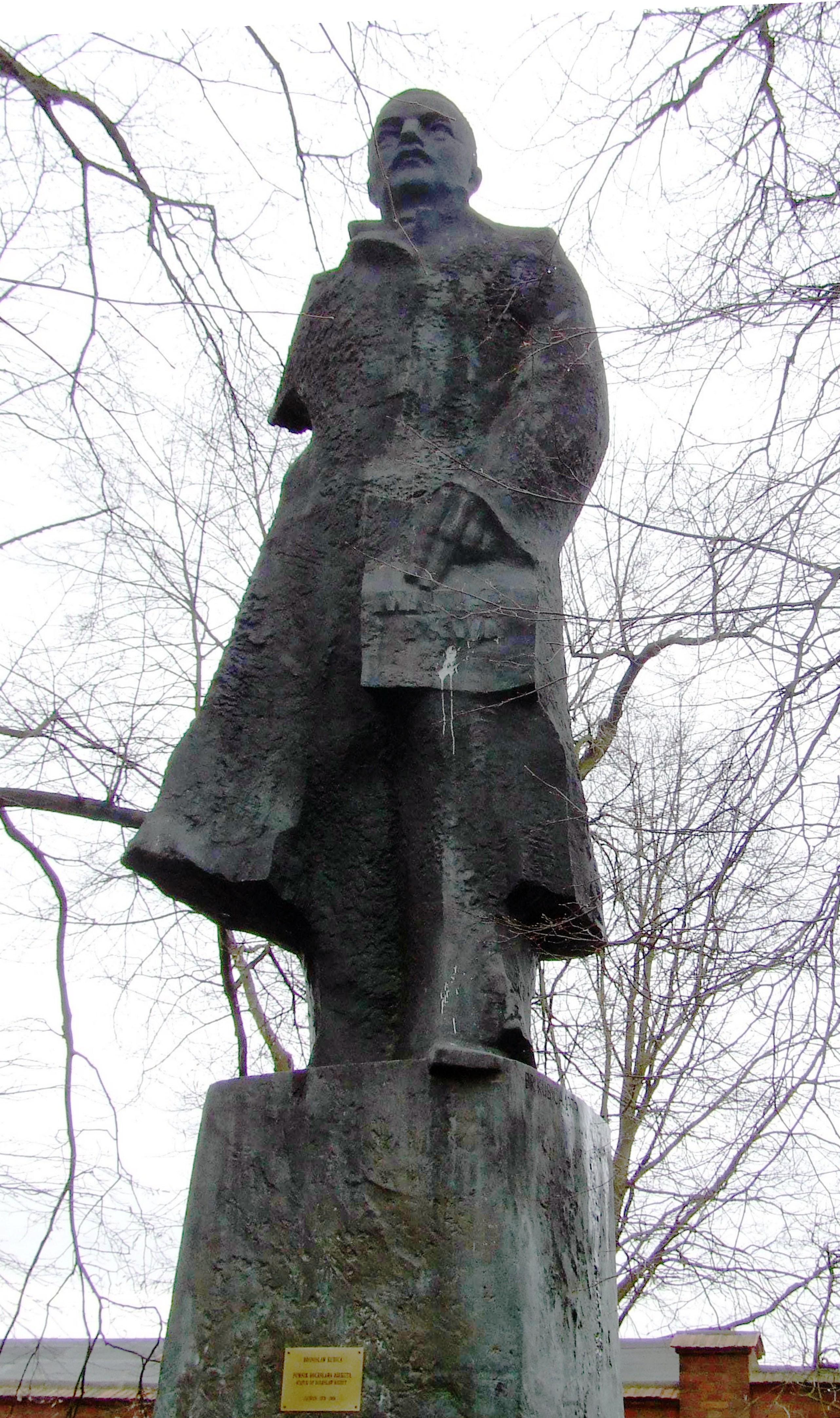
Pomnik Bolesława Bieruta, dawniej stojący w Lublinie, obecnie w parku pałacowym w Kozłówce

Zmarł 12 marca 1956 w Moskwie o godz. 21:30 (według innego źródła o 23:35 czasu moskiewskiego), gdzie był gościem XX Zjazdu Komunistycznej Partii Związku Radzieckiego (14–25 lutego 1956), na którym Nikita Chruszczow wygłosił tajny referat demaskujący zbrodnie stalinizmu: „O kulcie jednostki i jego następstwach”. Miało to ponoć wstrząsnąć Bierutem, który przejął się możliwymi konsekwencjami referatu, co dodatkowo pogłębiło i tak niekorzystny stan jego zdrowia, jednak wątpliwości budzi fakt, iż śmierć nastąpiła w dwa tygodnie po wygłoszeniu przez Chruszczowa przemówienia. Referat Chruszczowa był impulsem, który przyspieszył trwający w państwach bloku wschodniego (od śmierci Stalina w 1953), proces destalinizacji – „odwilży”. Śmierć Bieruta przyspieszyła ten proces w Polsce, zamykając w historii PRL epokę stalinizmu i wzmogła konflikty w kierownictwie PZPR o władzę. Na skutek rozliczeń w partii usunięto 2 pozostałych przedstawicieli tzw. „wielkiej trójki”, sprawujących wraz z Bierutem niemalże niepodzielną władzę – Hilarego Minca i Jakuba Bermana. Zwolniono także aresztowanych z polecenia Bieruta działaczy komunistycznych, m.in. Mariana Spychalskiego (zrobiono to już 6 marca 1956, kilka dni przed śmiercią Bieruta w Moskwie).
W związku ze śmiercią Bieruta w PRL została ogłoszona żałoba narodowa na dni 13–16 marca 1956. 13 marca 1956 trumna ze zwłokami była wystawiona na widok publiczny w sali kolumnowej Domu Związków Zawodowych w Moskwie, gdzie zmarłego pożegnało ok. 100 tys. ludzi, zaś nazajutrz 14 marca ok. godz. 13 ciało przewieziono do Warszawy, gdzie wystawiono je na widok publiczny w gmachu KC PZPR tego samego i następnego dnia (przy trumnie honorową wartę pełnili m.in. Jakub Berman, Józef Cyrankiewicz, Aleksander Zawadzki, Edward Ochab, Konstanty Rokossowski i wielu innych). Bolesław Bierut został pochowany 16 marca 1956 w Alei Zasłużonych na Cmentarzu Wojskowym na Powązkach (kwatera 4A-0-A). Na pogrzebie mowę żałobną wygłosił Edward Ochab. 20 marca 1956, na VI plenum KC PZPR z udziałem Chruszczowa, Edward Ochab został wybrany nowym I sekretarzem KC PZPR.
Okoliczności jego śmierci pozostają niejasne. Lekarze sowieccy z kliniki dla członków KC KPZR, do której trafił Bierut, stwierdzili, iż dolegało mu „coś na pograniczu grypy i zapalenia płuc”. Na podstawie tej nieprecyzyjnej diagnozy podjęto leczenie – zdaniem syna Bolesława Bieruta przeprowadzone „nieudolnie i mało odpowiedzialnie”. Oficjalne orzeczenie lekarskie wydane po śmierci przez grupę medyków radzieckich oraz Mieczysława Fejgina (naczelny internista lecznicy Ministerstwa Zdrowia) wskazało, że Bierut od końca lutego 1956 chorował na grypę i zapalenie płuc, w nocy 11/12 marca przeszedł zawał serca, a 12 marca o godz. 23:35 czasu moskiewskiego zmarł, zaś przyczyną zgonu wykazaną w sekcji zwłok był zator wywołany przez narastający zakrzep tętnicy płucnej. Inną przyczynę śmierci – zawał serca – podało 13 marca Polskie Radio, co nie musi stanowić sprzeczności, jako że zawał został wymieniony w orzeczeniu lekarskim jako poprzedzający zgon.
Snuto różne przypuszczenia co do okoliczności jego śmierci, nie wykluczając otrucia oraz samobójstwa – popełnionego rzekomo na wieść o zebraniu w Warszawie 3 marca 1956, z inicjatywy Biura Politycznego PZPR, narady centralnego aktywu partyjnego, na której potępiono politykę stalinizacji (co pośrednio uderzało w samego Bieruta, jako odpowiedzialnego za ten proces w Polsce). Istnieje również hipoteza, choć niewystarczająco wiarygodna, iż Bolesław Bierut został zastrzelony przez członka Biura Politycznego KC PZPR i jednocześnie agenta sowieckiego, Franciszka Mazura, na polecenie polskich lub sowieckich mocodawców. Rozgłos w Polsce zyskała plotka, jakoby Bolesław Bierut został celowo zlikwidowany przez Rosjan, ponieważ mógł być istotną przeszkodą w procesie destalinizacji, ogłoszonym przez Chruszczowa na XX Zjeździe KPZR. Żadnej z hipotez nie udało się do tej pory potwierdzić, jednak powątpiewanie w oficjalną przyczynę śmierci było powszechne – wyrażano je nawet na spotkaniach PZPR. Po Polsce krążyły w owym czasie powiedzenia na temat podróży Bieruta do Moskwy: „pojechał w futerku, a wrócił w kuferku” czy „pojechał dumnie, a wrócił w trumnie”, „zjadł ciastko z Kremlem” lub też „Pojechał w salonce, a wrócił w jesionce”.
Rzeczywistą przyczyną śmierci był, najprawdopodobniej, utrzymujący się od dłuższego czasu niekorzystny stan zdrowia Bolesława Bieruta – co najmniej od 1955 cierpiał on na postępującą miażdżycę i chorobę nerek.

## Rodzina
Z usposobienia małomówny i nieśmiały, uczuciowo związany z wieloma kobietami, m.in. z Małgorzatą Fornalską (córka Aleksandra Jasińska-Kania) i Wandą Górską (aktywistką PPR, od grudnia 1943 jego łączniczką, później sekretarką). Od 3 lipca 1921 żonaty z Janiną Górzyńską (córka Krystyna Bierut-Maminajszwili i syn Jan Chyliński pełniący w latach 1978–1981 urząd ambasadora PRL w Bonn).

## Opinie na temat Bieruta
W okresie PRL Bolesław Bierut zawsze zajmował honorowe miejsce w komunistycznej tradycji. W zależności od aktualnej polityki elit władzy był różnie oceniany, jednak ograniczona krytyka, która się okresowo pojawiała, nie spowodowała, iż dokonano głębszego rozliczenia jego zbrodniczych działań. W latach 50., gdy stał na czele PZPR, sławiono go na wszelkie sposoby, historycy pisali, iż np.: „zdemaskował prawicowo-nacjonalistyczne odchylenie, ujawnił jego istotę, walczył z nacjonalizmem, uczył miłości do Związku Radzieckiego”, podkreślano też jego rolę „w tworzeniu podstaw socjalizmu w Polsce oraz zjednoczeniu polskiego ruchu robotniczego” (Henryk Rechowicz). Andrzej Werblan stwierdził, iż „sprawiał doskonałe wrażenie na ludziach, z którymi rozmawiał”. Po upadku komunizmu w Polsce w 1989, próbę obrony Bolesława Bieruta podjął jego syn Jan Chyliński. W swoich wspomnieniach wydanych w 1999 (Jaki był Bolesław Bierut) napisał m.in., iż jego ojciec „był pragmatycznym działaczem państwowym, który w bardzo trudnych czasach wziął na siebie odpowiedzialność za losy narodu”.
W ocenie polityków zachodnich, którzy go poznali, wypadał niekorzystnie – np. Anthony Eden widział w nim „szczura, który zachowuje się wobec Rosjan uniżenie, by nie powiedzieć służalczo”. Jego współpracownicy zauważali charakterystyczny dla stalinowskich aparatczyków „nawyk mówienia nie od razu i w otwartej formie tego, co się naprawdę myśli i czuje” (sekretarz prasowy S. Łukasiewicz). Z kolei były dowódca Korpusu Bezpieczeństwa Wewnętrznego gen. Włodzimierz Muś podkreślał akceptację Bieruta dla stosowania brutalnych metod śledczych, pisząc: „jego ingerencje w prowadzone śledztwa, szczegółowe studiowanie akt spraw, adnotacje czynione na marginesie protokółów przesłuchań świadczą, że natura ciągnęła wilka do lasu. [...] proponował na marginesie czynionych uwag warianty przesłuchań [...] W wariancie piątym, na przykład, przewidywano tortury. Te metody prowadzenia śledztwa były więc Bierutowi znane. Przyzwalał na nie”.
Józef Światło, zbiegły na Zachód oficer MBP, określił go jako „agenta sowieckiego, pokornego, lojalnego i oddanego”. Z kolei zdaniem historyka Normana Daviesa Bierut w swoich działaniach w tzw. okresie stalinowskim w historii Europy Wschodniej (1945–1953) w rzeczywistości niczym nie różnił się od Józefa Stalina. Davies ujął to następująco: „Na tle nowo powstałej galaktyki Stalin był dalej „słoneczkiem, które świeciło najjaśniejszym blaskiem”. Ale w każdym z państw satelickich wprowadzono na orbitę wiele mniejszych słoneczek, lokalnych małych Stalinów. Bierut, Gottwald, Rákosi, Ulbricht, Gheorghiu-Dej, Żiwkow, Tito, Hodża – wszystko to były szkolone w Moskwie klony Stalina. Pochlebstwem byłoby nazwać ich marionetkami”.
W ocenie dzisiejszych historyków był jednym z największych, jeśli nie największym, zbrodniarzem w całej historii Polski – człowiekiem odpowiedzialnym za śmierć wielu tysięcy ludzi. Jako głowa państwa nie skorzystał z prawa łaski wobec setek osób skazanych z przyczyn politycznych na karę śmierci. Zdaniem polskich historyków Andrzeja Szwarca, Marka Urbańskiego i Pawła Wieczorkiewicza: „Bieruta oczywiście niczym usprawiedliwić się nie da. Tak jak potoczna świadomość nie zachowała w pamięci nazwisk targowiczan – realizatorów kolonialnej polityki Katarzyny Wielkiej po II rozbiorze Rzeczypospolitej – tak i on pozostanie w niej, najwyżej nawiasowo, jako przykład narodowego zaprzaństwa. Nie da się go uwolnić od odpowiedzialności za ludobójcze zbrodnie reżimu, któremu przewodził”.

## Kult Bieruta

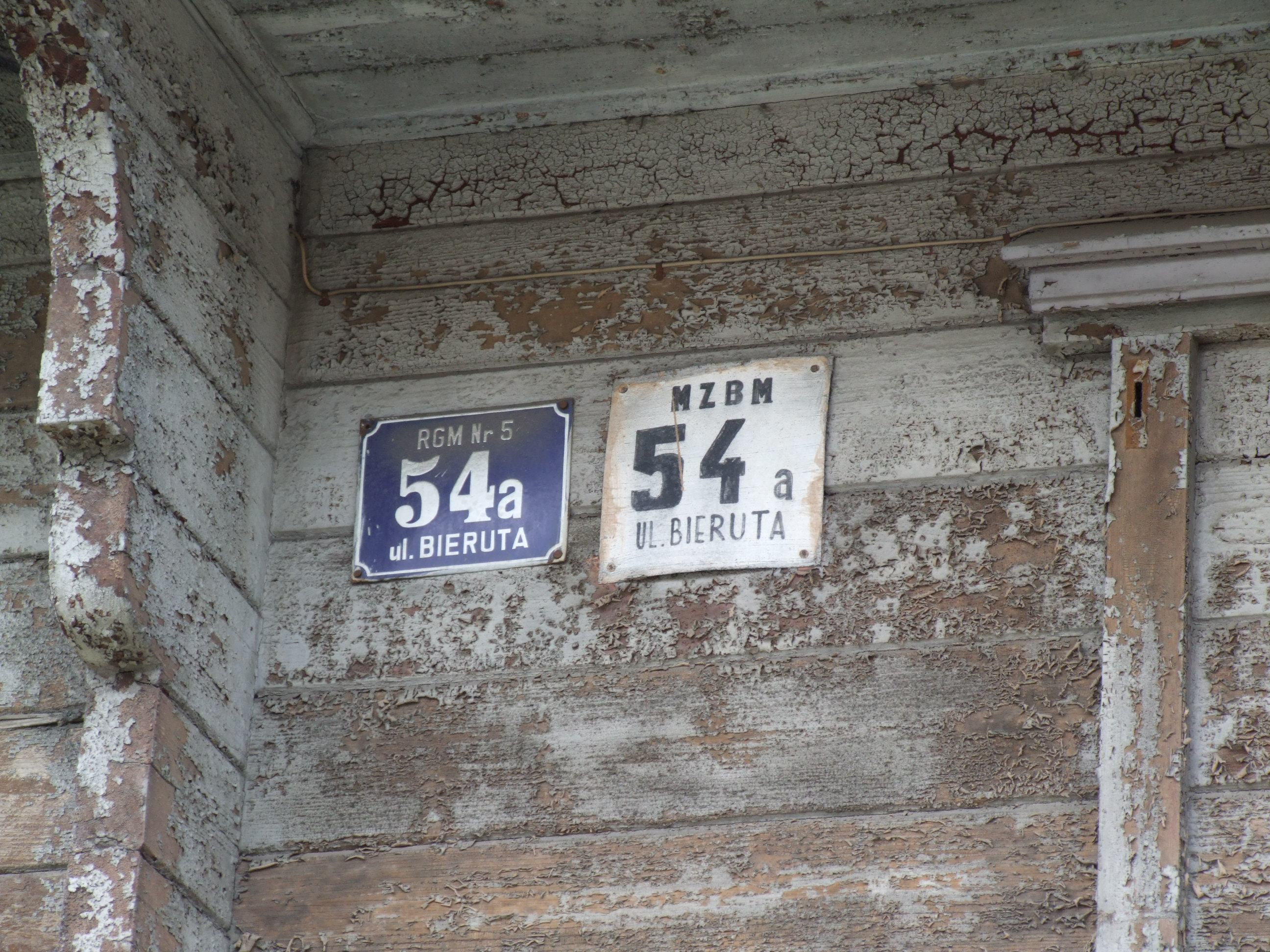
Tabliczki z nazwą ulicy Bieruta (dziś Piastowska) w Bielawie

Na wzór kultu Stalina w PRL uprawiano skromniejszy kult Bieruta, np. w 1950 r. pomorskiej wsi Modrowo nadano nazwę Bolesławowo, a w 1946 nazwano ku czci Bieruta dolnośląskie Bierutowice, należące obecnie do Karpacza i określane potocznie jako Karpacz Górny. Przejściowo istniało także Bierutowo (obecnie Pomorska Wieś).
Huta Częstochowa (1952–1989), Pałac Młodzieży w Katowicach (1951–1990) i Uniwersytet Wrocławski (1952–1989) nosiły imię Bolesława Bieruta. Zmiana nazwy uniwersytetu została zaakcentowana studenckim happeningiem pod nazwą „B.B. adieu!”.
Po przemianach społeczno-gospodarczych w Polsce w 1989, większość pomników Bieruta przeniesiono do Muzeum Socrealizmu mieszczącego się w Kozłówce.
Obecnie w Mińsku na Białorusi istnieje ulica Bolesława Bieruta. W okresie PRL jego nazwę nosiły Fabryka Samochodów Ciężarowych w Lublinie, a także plac (ob. Izaaka Singera) i ulica od niego odchodząca (ob. Lwowska) do 1991. W Warszawie, od 25 października 1976 do 29 czerwca 1989 na terenie obecnej dzielnicy Praga-Południe (osiedle Gocław) istniała ulica imienia Bolesława Bieruta.

## Bolesław Bierut w filmie
Postać Bolesława Bieruta pojawiła się w filmach – Żołnierze wolności (1977, reż. Jurij Ozierow), gdzie grał go Ignacy Gogolewski oraz Pan T. (2019, reż. Marcin Krzyształowicz), w którym w tę postać wcielił się Jerzy Bończak.

## Filatelistyka

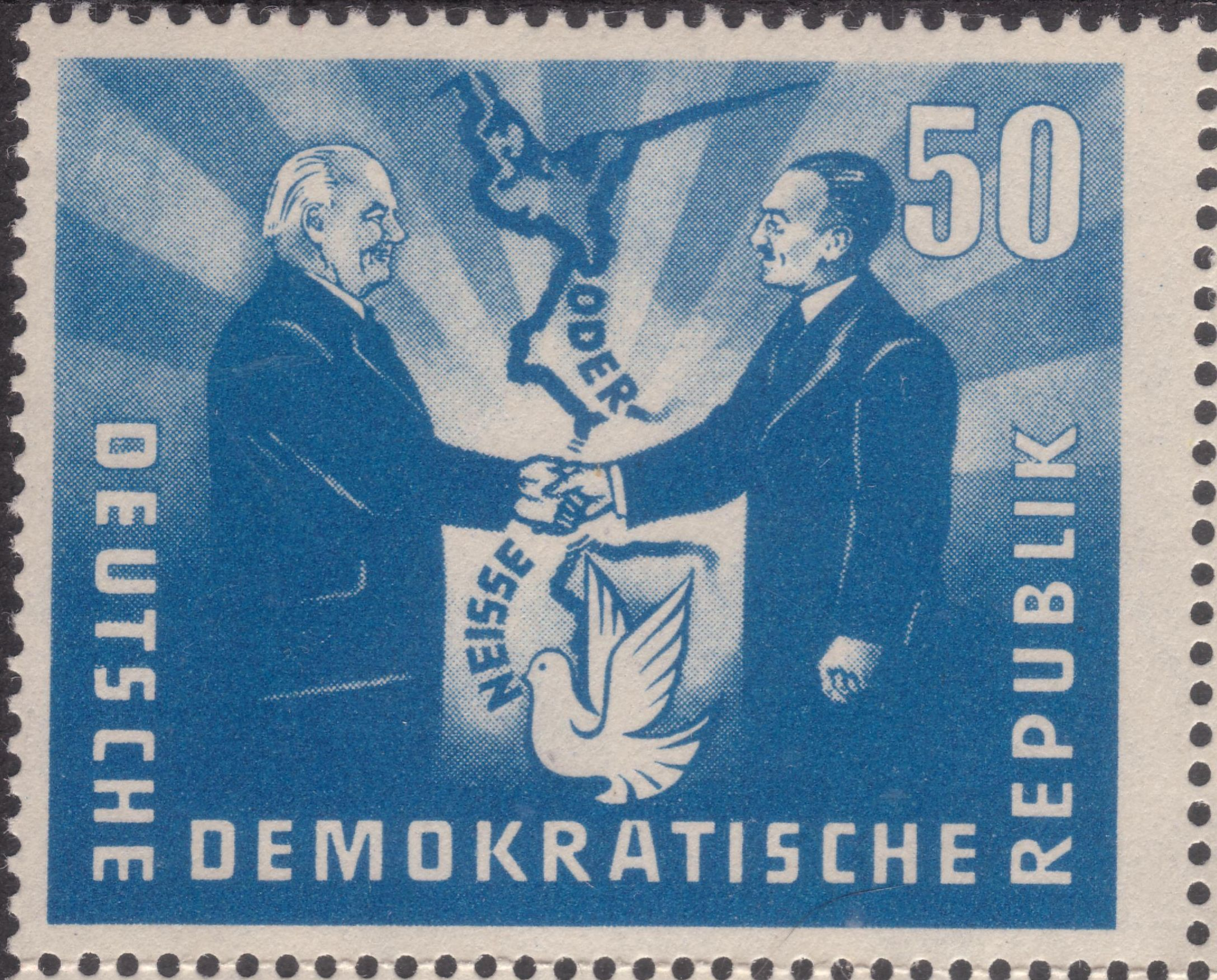
Znaczek z Bierutem i Pieckiem z 1951

Bolesław Bierut ukazał się na następujących znakach pocztowych:
- znaczek z 22 lipca 1946 (2. rocznica ogłoszenia Manifestu PKWN) – nominał 3 zł, nakład 159.000 egzemplarzy,
- wielomilionowa seria znaczków z lat 1948–1949 (nominały: 2, 3, 5, 6, 10, 15, 18, 30 i 35 zł),
- znaczek z 22 lipca 1949 (5. rocznica ogłoszenia Manifestu PKWN) – nominał 15 zł,
- znaczek z 25 lutego 1950 – nominał 15 zł, staloryt,
- seria znaczków o nominałach 5, 10, 15, 20, 30, 40 i 50 zł (IV-X 1950), staloryt,
- znaczek z 22 lipca 1951 (7. rocznica ogłoszenia Manifestu PKWN) – nominały 45, 60 i 90 groszy,
- seria okolicznościowa z okazji 60. rocznicy urodzin z 18 kwietnia 1952,
- znaczek z okazji Międzynarodowego Dnia Dziecka z 1 czerwca 1952 (Bierut wśród dzieci), nominał 45 zł + 15 groszy,
- dwa znaczki poczty NRD z 22 kwietnia 1951 (Bierut i Wilhelm Pieck podają sobie ręce na tle granicy na Odrze i Nysie), nominały: 24 i 50 fenigów,
- koperty ze znakiem opłaty pocztowej z 1949 (15 zł) i 1952 (45 groszy),
- karty pocztowe: z 18 września 1950 (10 zł), 1 lutego 1951 (30 groszy, tekst życzeń pierwszomajowych), 22 lipca 1951 (30 groszy, napis 7 lat Polski Ludowej), 22 października 1951 (30 groszy)[73].